# Ледниковая (гора)
Леднико́вая — горная вершина в Красноярском крае России.
Гора расположена на Северо-Восточном хребте горной системы Бырранга. Долгое время Ледниковая считалась высочайшей вершиной Бырранги с высотой 1146 м. Но в 1990-х высота вершины была уточнена: оказалось, что она составляет 1119 м. Таким образом, самой высокой точкой Бырранги стала другая гора, расположенная в другом горном узле, высота которой составила 1125 м.